# Pieni-Rummukka
Pieni-Rummukka är en sjö i kommunen Pieksämäki i landskapet Södra Savolax i Finland. Sjön ligger 106,6 meter över havet. Den är 8 meter djup. Arean är 56 hektar och strandlinjen är 4,47 kilometer lång. Sjön  ingår i Vuoksens huvudavrinningsområde.   Den ligger omkring 70 kilometer norr om S:t Michel och omkring 270 kilometer nordöst om Helsingfors. 